# Katherine Pierce
Katherine Pierce este un personaj fictiv care a apărut in serialul Jurnalele vampirilor din anul 2009 până în anul 2017. Rolul ei este interpretat de Nina Dobrev, fiind dublura Elenei Gilbert. Acesta a fost iubirea fraților Salvatore în anul 1864. 
Parteneri de viață: Damon Salvatore, Stefan Salvatore, Elijah Mikaelson, Mason Lockwood